# Einig

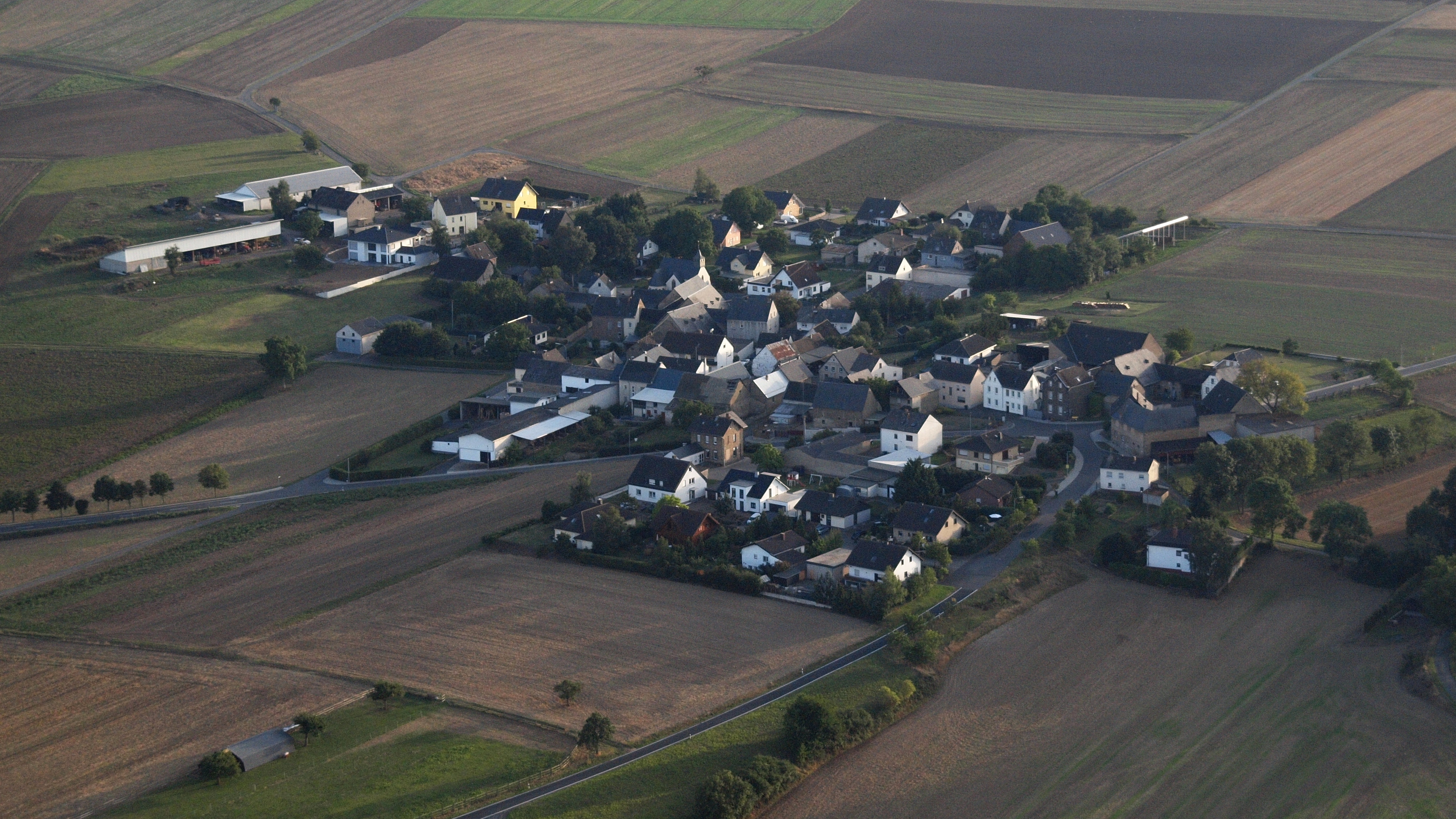
Einig, Luftaufnahme (2015)

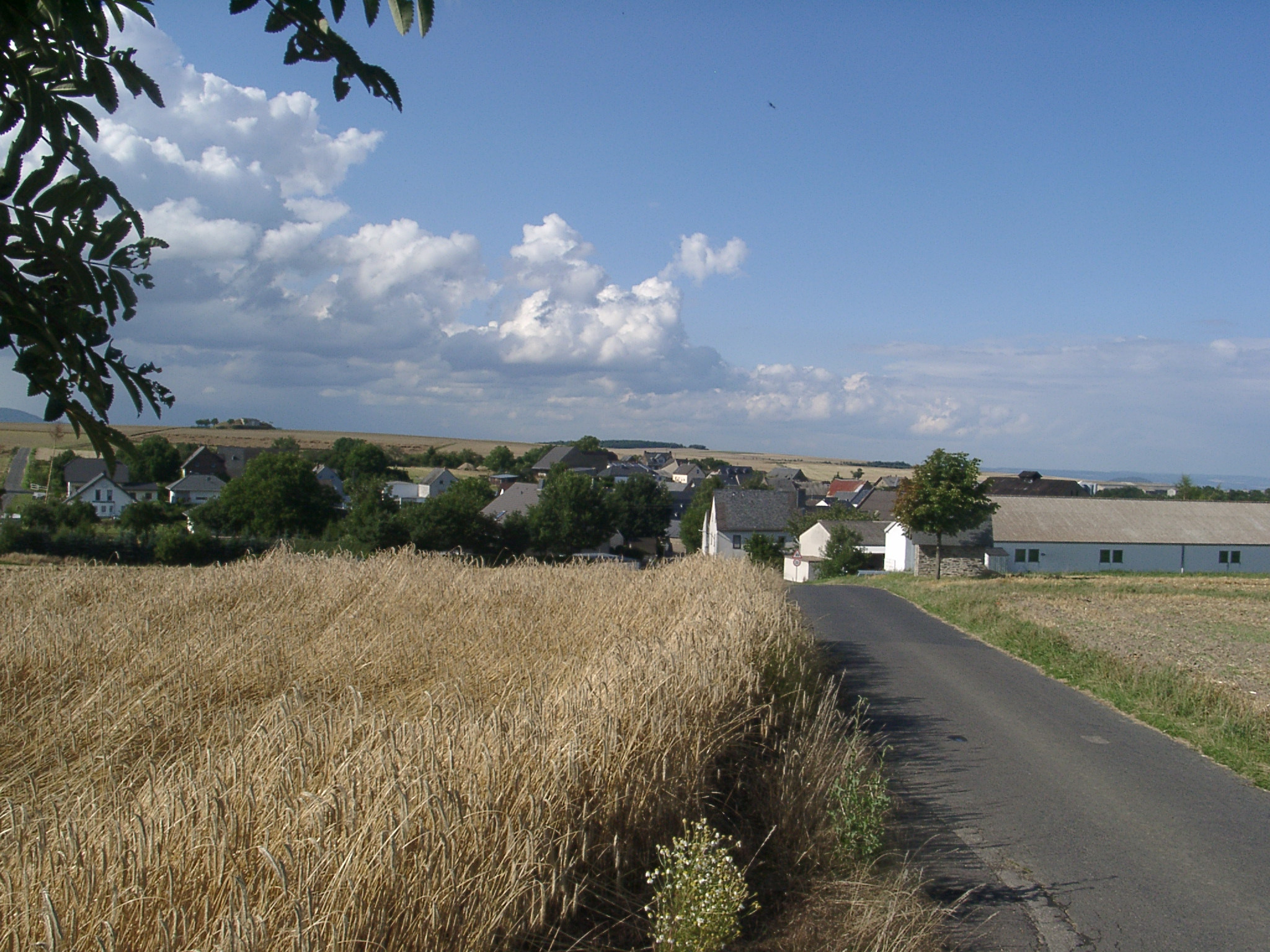
Blick auf Einig

Einig ist eine Ortsgemeinde im Landkreis Mayen-Koblenz in Rheinland-Pfalz. Sie gehört der Verbandsgemeinde Maifeld an, die ihren Verwaltungssitz in der Stadt Polch hat.

## Geographie
Einig liegt im Obermaifeld 3 km von Polch entfernt. Heute wird in Einig nur noch wenig Landwirtschaft betrieben. Es gab gemäß „Das Mittelrheinische Becken“ im Jahr 2003 nur noch drei Vollerwerbslandwirte. Nachbargemeinden sind Mertloch und Gering, nächstgrößere Stadt ist Mayen.

## Geschichte
Einig wurde erstmals 1103 erwähnt. Damals übereignete das Mainzer Stephansstift den damals Inika genannten Ort dem Kloster Ravengiersburg. Im Jahr 1424 fiel es an Kurtrier.
Nach dem Trierer Feuerbuch von 1563 wurden in Einig neun Feuerstellen gezählt. 1680 wurde eine Kapelle erwähnt. Die heutige Kirche wurde 1909 erbaut. Beim Kirchenneubau blieb der Chor der alten Kapelle als Sakristei erhalten.
Die Inbesitznahme des Linken Rheinufers durch französische Revolutionstruppen beendete die alte Ordnung. Der Ort wurde von 1798 bis 1814 Teil der Französischen Republik (bis 1804) und anschließend des Französischen Kaiserreichs, zugeordnet dem Département de Rhin-et-Moselle mit Sitz in Koblenz. Nach der Niederlage Napoleons kam Einig aufgrund der 1815 auf dem Wiener Kongress getroffenen Vereinbarungen zum Königreich Preußen und gehörte nun zum Kreis Mayen des Regierungsbezirks Koblenz, der 1822 Teil der neu gebildeten preußischen Rheinprovinz wurde.
Als Folge des Ersten Weltkriegs war die gesamte Region dem französischen Abschnitt der Alliierten Rheinlandbesetzung zugeordnet. Nach dem Zweiten Weltkrieg wurde Einig innerhalb der französischen Besatzungszone Teil des damals neu gebildeten Landes Rheinland-Pfalz.
Bevölkerungsentwicklung
Die Entwicklung der Einwohnerzahl von Einig, die Werte von 1871 bis 1987 beruhen auf Volkszählungen:
| Jahr | Einwohner |
| ---- | --------- |
| 1815 | 103       |
| 1835 | 173       |
| 1871 | 172       |
| 1905 | 158       |
| 1939 | 143       |
| 1950 | 174       |

| Jahr | Einwohner |
| ---- | --------- |
| 1961 | 154       |
| 1970 | 163       |
| 1987 | 136       |
| 1997 | 165       |
| 2005 | 150       |
| 2023 | 141       |

## Politik

### Gemeinderat
Der Gemeinderat in Einig besteht aus sechs Ratsmitgliedern, die bei der Kommunalwahl am 9. Juni 2024 in einer Mehrheitswahl gewählt wurden, und dem ehrenamtlichen Ortsbürgermeister als Vorsitzendem.

### Bürgermeister
Uwe Waldorf wurde am 4. September 2024 Ortsbürgermeister von Einig. Bei der Stichwahl am 23. Juni 2024 hatte er sich mit einem Stimmenanteil von 53,19 % durchgesetzt, nachdem bei der Direktwahl am 9. Juni 2024 keiner der drei Bewerber, darunter der Amtsinhaber, eine ausreichende Mehrheit erreicht hatte.
Waldorfs Vorgänger Hans Münch hatte das Amt gut 20 Jahre inne und war zuletzt bei der Direktwahl 2019 wiedergewählt worden.

### Wappen
| Wappen von Einig | Blasonierung: „Über rotem Schildfuß mit einer brennenden goldenen Öllampe in Gold 7 (4:3) rote Rauten balkenweise.“                                      |
| Wappen von Einig | Wappenbegründung: Das Wappen ist zusammengesetzt aus dem Wappen derer von Virneburg (Rauten) und dem Symbol der Heiligen Lucia, der Patronin der Kirche. |

## Sehenswürdigkeiten
Im Ort steht ein Schöpflöffel.

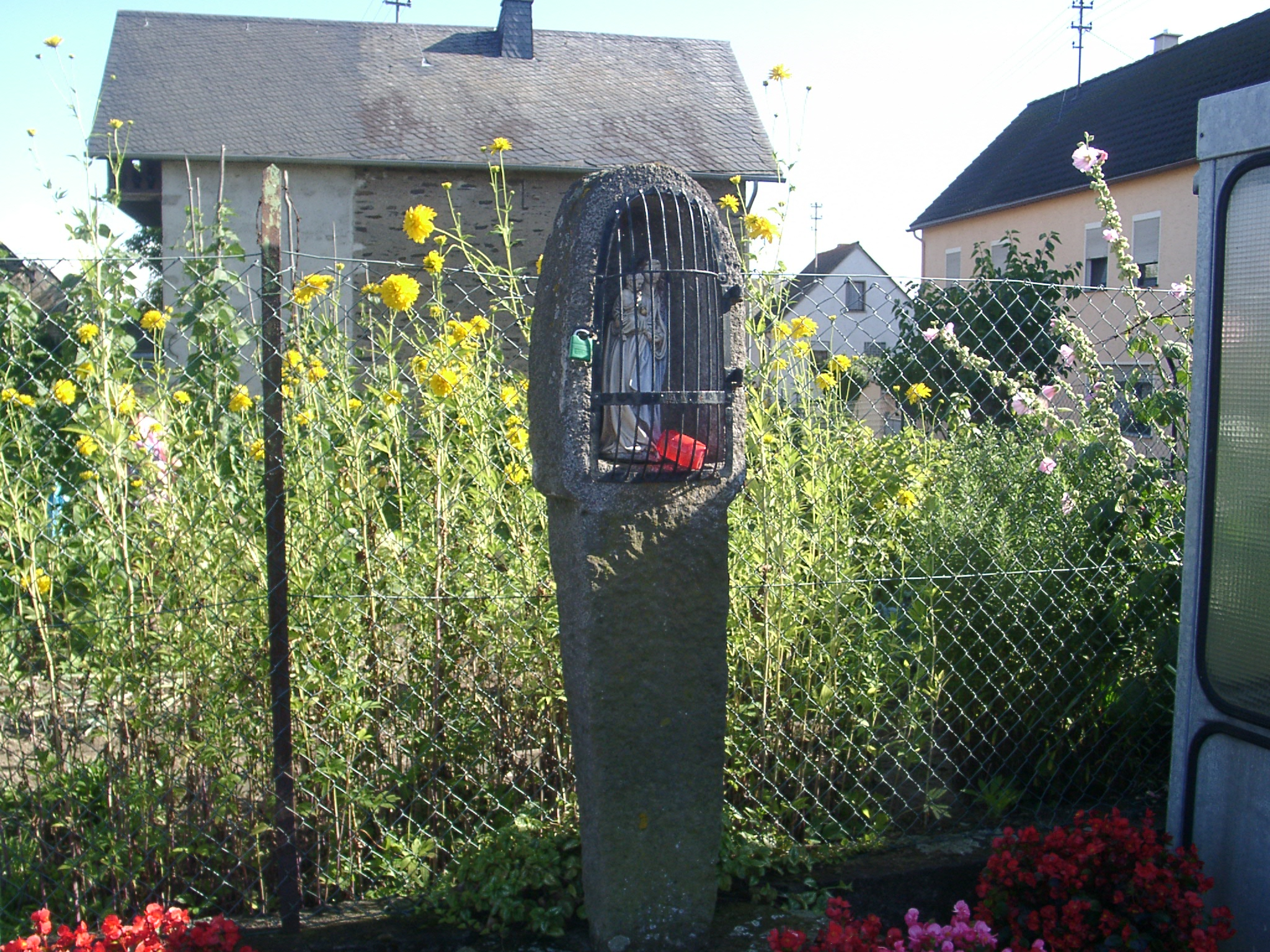
Bildstock
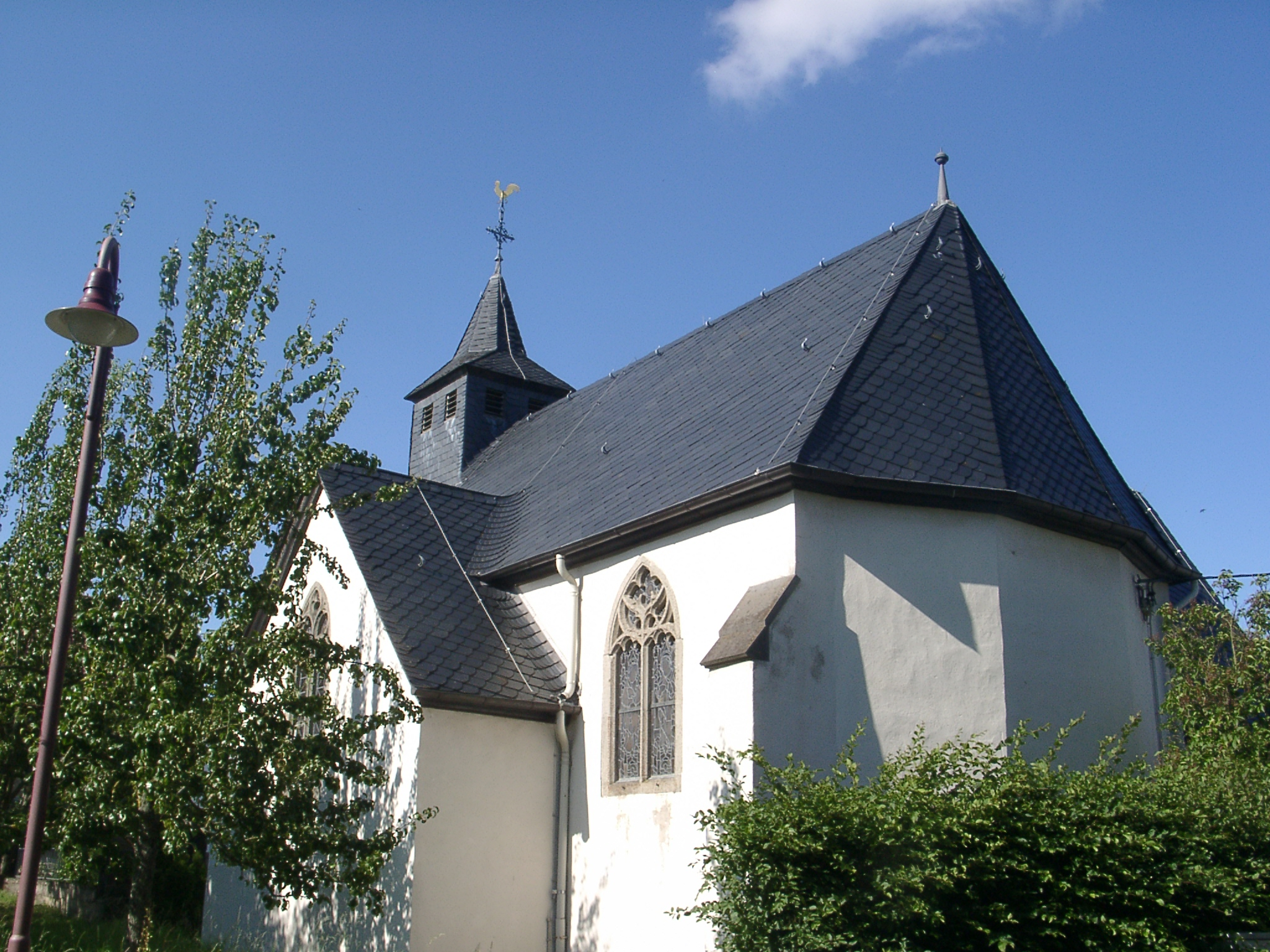
Choransicht der Kirche
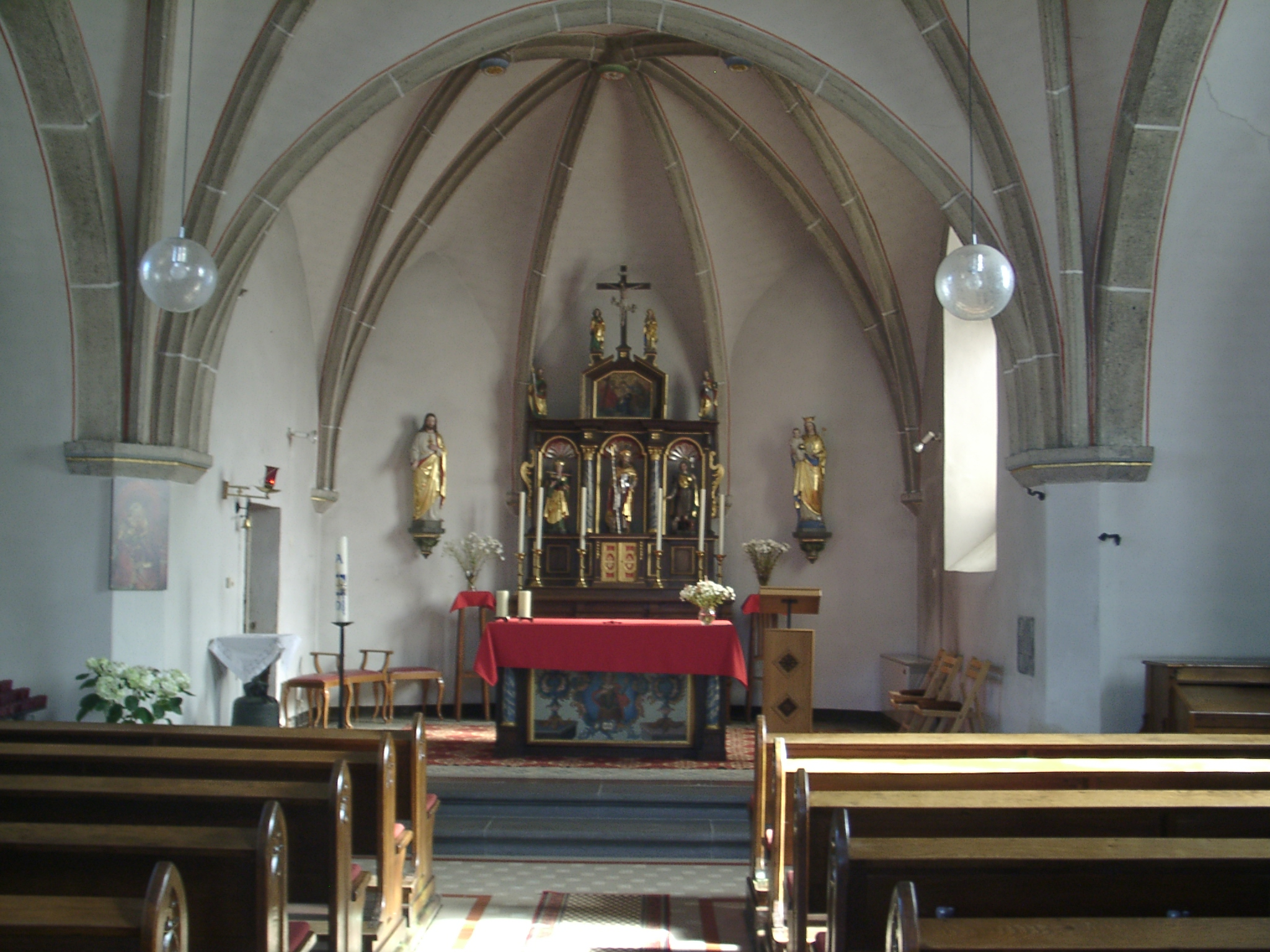
Innenansicht der Kirche